# Barbro Martinsson
Barbro Martinsson   (Gävle, 16 d'agost de 1935) és una esquiadora de fons sueca, ja retirada, que va competir durant les dècades de 1950 i 1960. Es casà amb el també esquiador de fons Sture Grahn.
Durant la seva carrera esportiva va prendre part en quatre edicions dels Jocs Olímpics d'Hivern, el 1956, 1960, 1964 i 1968. Destaquen dues medalles de plata guanyades, el 1964, a Innsbruck, i el 1968, a Grenoble, ambdues en la prova del relleu 3x5 km, formant equip en ambdues ocasions amb Britt Strandberg i Toini Gustafsson. Als Jocs de 1968 fou l'abanderada durant la cerimònia inaugural.
En el seu palmarès també destaquen dues medalles al Campionat del Món d'esquí nòrdic, de plata el 1962 i de bronze el 1966, sempre en la cursa de relleus de 3x5 quilòmetres. A nivell nacional guanyà quatre campionats suecs individuals, dos en els 5 i dos en els 10 quilòmetres, i tres títols de relleus. El 1964 guanyà la cursa dels 10 km al festival d'esquí de Holmenkollen, any en què també fou escollida esportiva sueca de l'any.